# Eudorylas fusculus
Eudorylas fusculus – gatunek muchówki z podrzędu krótkoczułkich i rodziny Pipunculidae.
Gatunek ten opisany został w 1844 roku przez Johana Wilhelma Zetterstedta jako Pipunculus fusculus.
Muchówka o ciele długości od 2 do 2,5 mm. Głowa jej ma szarą twarz i szaro opylone nad czułkami czoło. Czułki są czarne. Czarnobrunatny tułów jest matowy. Skrzydła są przydymione z pterostygmą zaciemnioną w ⅔ długości. Odnóża ubarwione są czarno z brązowożółtymi kolanami i nasadowymi członami stóp. Matowe, brunatnoczarne tergity odwłoka mają szaro opylone boki.
Owad w Europie znany z Hiszpanii, Wielkiej Brytanii, Norwegii, Szwecji, Finlandii, Belgii, Holandii, Niemiec, Szwajcarii, Austrii, Danii, Polski, Czech, Węgier, Serbii, Czarnogóry, Bułgarii i Łotwy. Ponadto występuje we wschodniej Palearktyce. Owady dorosłe są aktywne od czerwca do września.